# Vody Marsu
Vody Marsu je epizoda ze scifi seriálu Doctor Who / Pán času. Tutu epizodu režíroval Graeme Harper a scénař napsali Russell T Davies & Phil Ford.

## Děj
TARDIS zavede Doktora na Mars, kde stojí vesmírná stanice. Tamní vědci objevili na Marsu vodu. Časem jeden z nich, který se stará o tamější skleník, vodu okusí. Díky podivnému viru se z něj stala příšera, která unesla ještě jednu vědkyni, následně se také stávající podobnou příšerou. Takto postiženým tryskala z dlaní voda, pokoušející se nakazit i další, proto je chtěli zavřít do vodotěsné místnosti. Nakonec to chtějí vyřešit tak, že kapitánka stanice nastaví autodestrukci a Doktor prostě odchází. Hlavou se mu honí myšlenky o časové válce, začne se pokládat za toho, kdo může manipulovat s časem, za Vítězného Pána času. (Takovýto vliv na něj má nepřítomnost stálých společníků.) V poslední chvíli se rozhodne, že přepíše dějiny a zbylé lidi zachrání. Když je vyloží na Zemi, kapitánka stanice spáchá sebevraždu, protože kdyby nezemřela, její vnučka by nepátrala v jejích stopách a neobjevila rozmanitá tajemství vesmíru. Doktor je zděšený, ale už nemůže svůj omyl napravit. Náhle se před ním zjeví Ood a řekne mu, že jeho čas už nadešel...